# Hoogbos (helling)

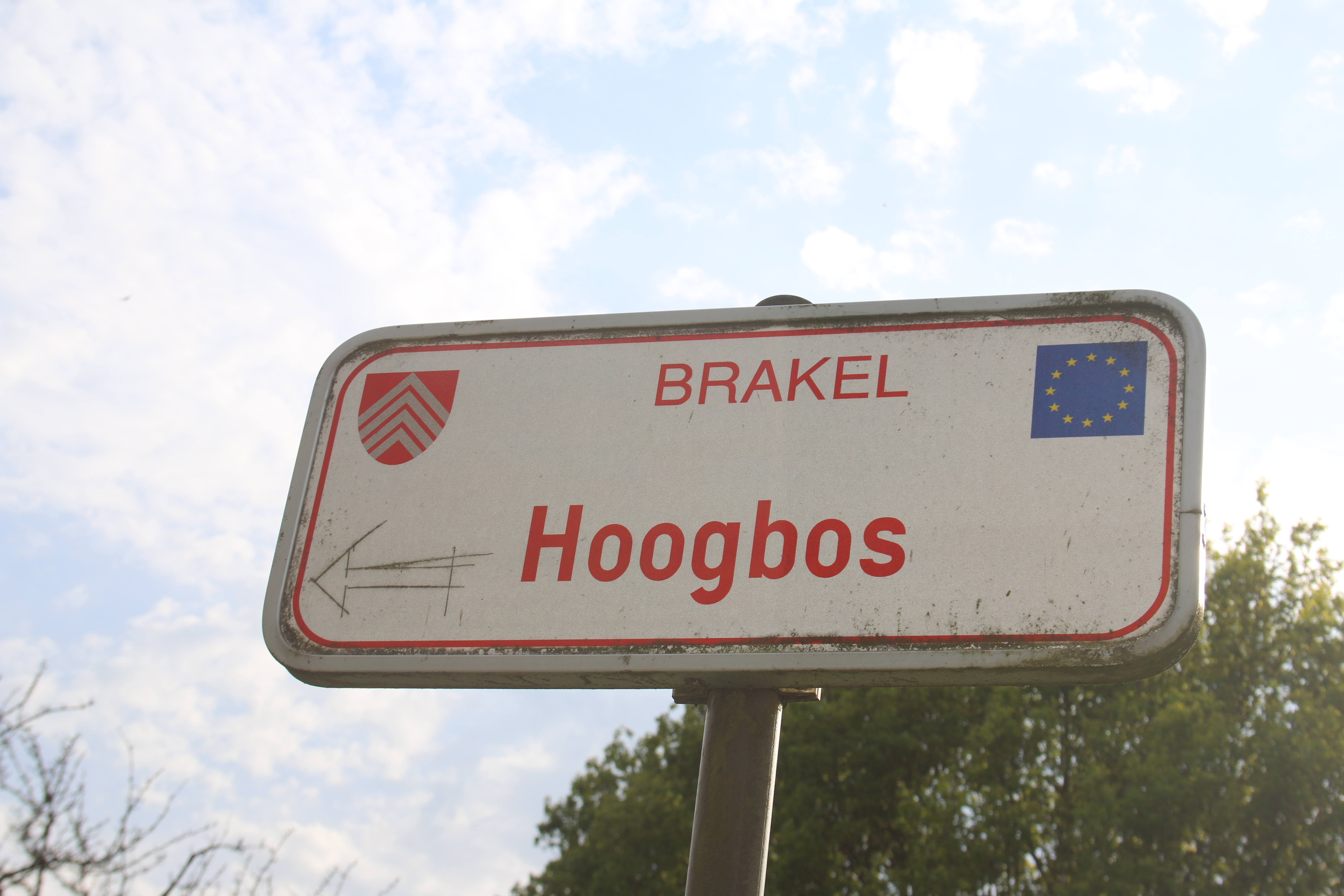

Hoogbos is een straatnaam en heuvel in de Vlaamse Ardennen gelegen in Brakel in de Belgische provincie Oost-Vlaanderen. De helling begint als Termergelstraat en gaat over in de straat Hoogbos. De helling wordt ook wel Buistemberg genoemd.
De top ligt in Everbeek-Boven, vlak bij de top komt ook de Tjip Tjap omhoog.

## Wielrennen
De helling wordt vaker opgenomen in toertochten voor wielertoeristen.